# Font de Sant Joan (Vilafranca del Penedès)
La Font de Sant Joan és una font pública del municipi de Vilafranca del Penedès (Alt Penedès) protegida com a bé cultural d'interès local.

## Descripció
És una font pública de quatre brocs i quatre piques de base circular, que està situada al centre de la Plaça de Sant Joan. Al cos central s'eleva un pilar de secció quadrada, a la part superior del qual hi ha unes plaques on figuren la data de construcció i l'escut de la vila. L'obra, de gran simplicitat formal, s'inscriu dins del llenguatge de l'eclecticisme. El material de construcció és la pedra.